# Laranjal Paulista
Laranjal Paulista is een gemeente in de Braziliaanse deelstaat São Paulo. De gemeente telt 26.296 inwoners (schatting 2009).

## Aangrenzende gemeenten
De gemeente grenst aan Cerquilho, Cesário Lange, Conchas, Jumirim, Pereiras, Piracicaba en Tietê.